# 文久遣欧使節

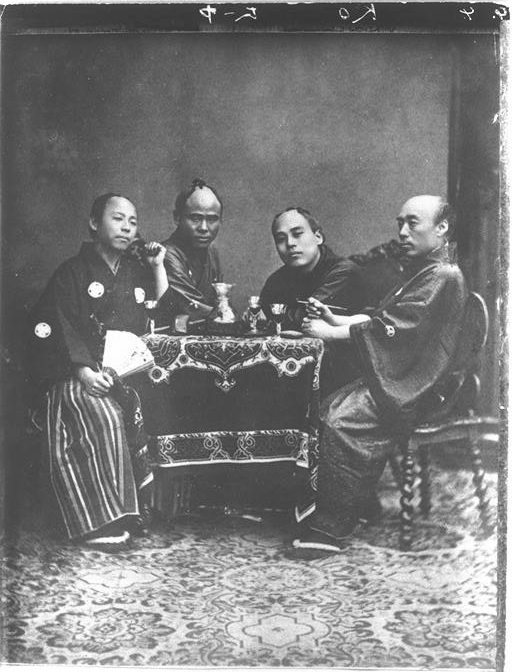
文久2年（1862年）オランダにて。右から柴田剛中、福澤諭吉、太田源三郎、福田作太郎

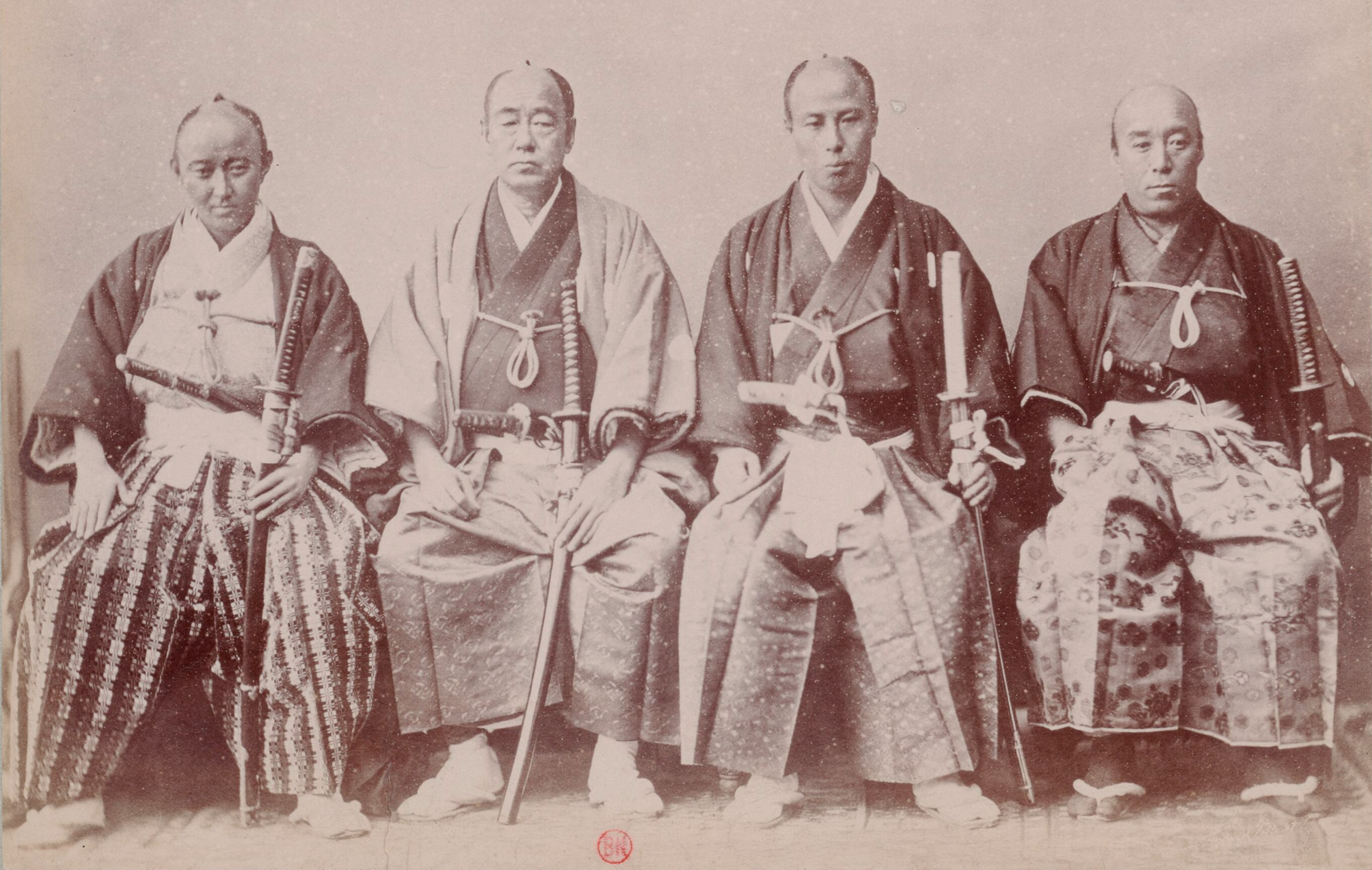
使節団の主要メンバー。左から、松平康直（副使）、竹内保徳（正使）、京極高朗（目付）、柴田剛中（組頭）

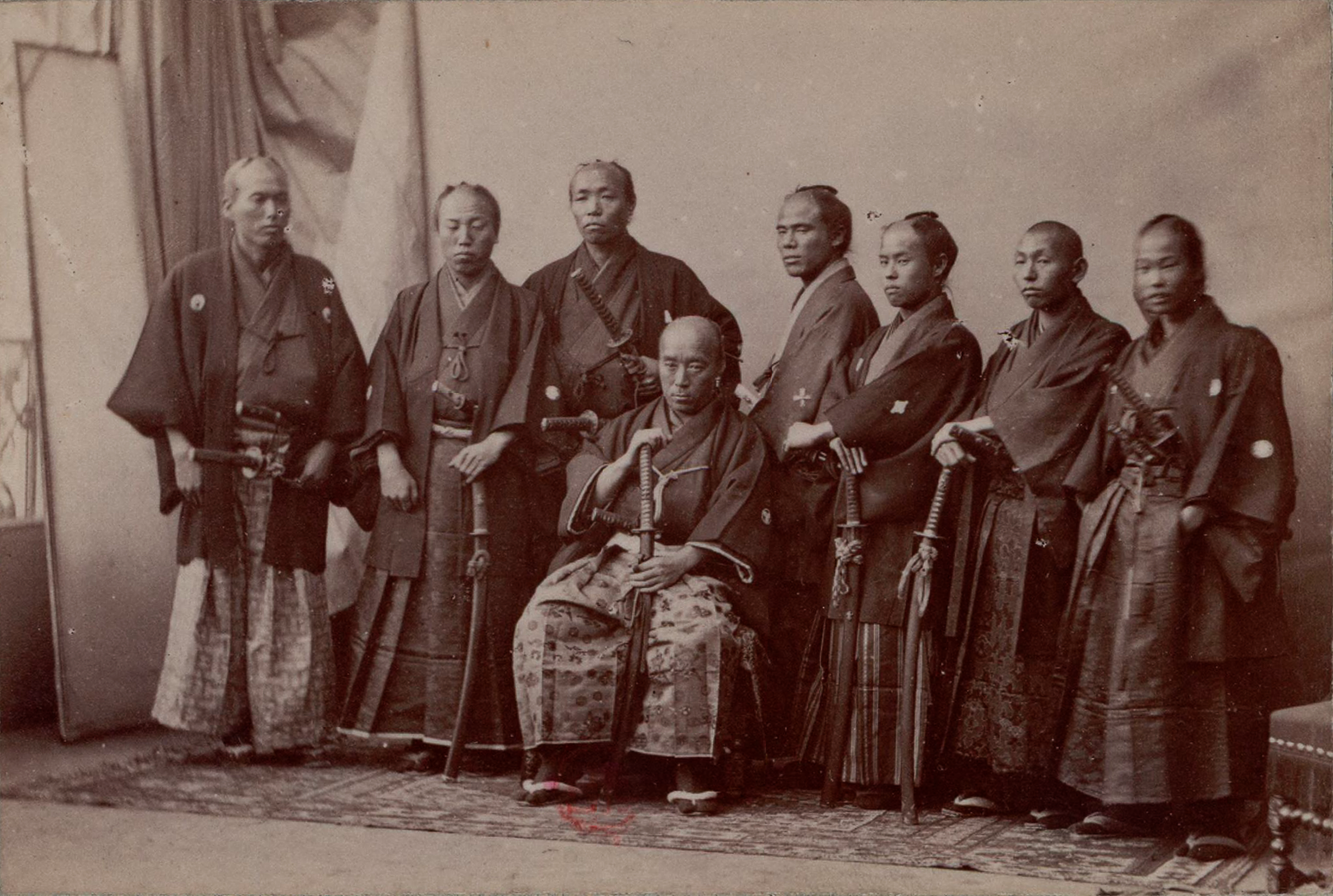
柴田剛中（着席）他使節一行。

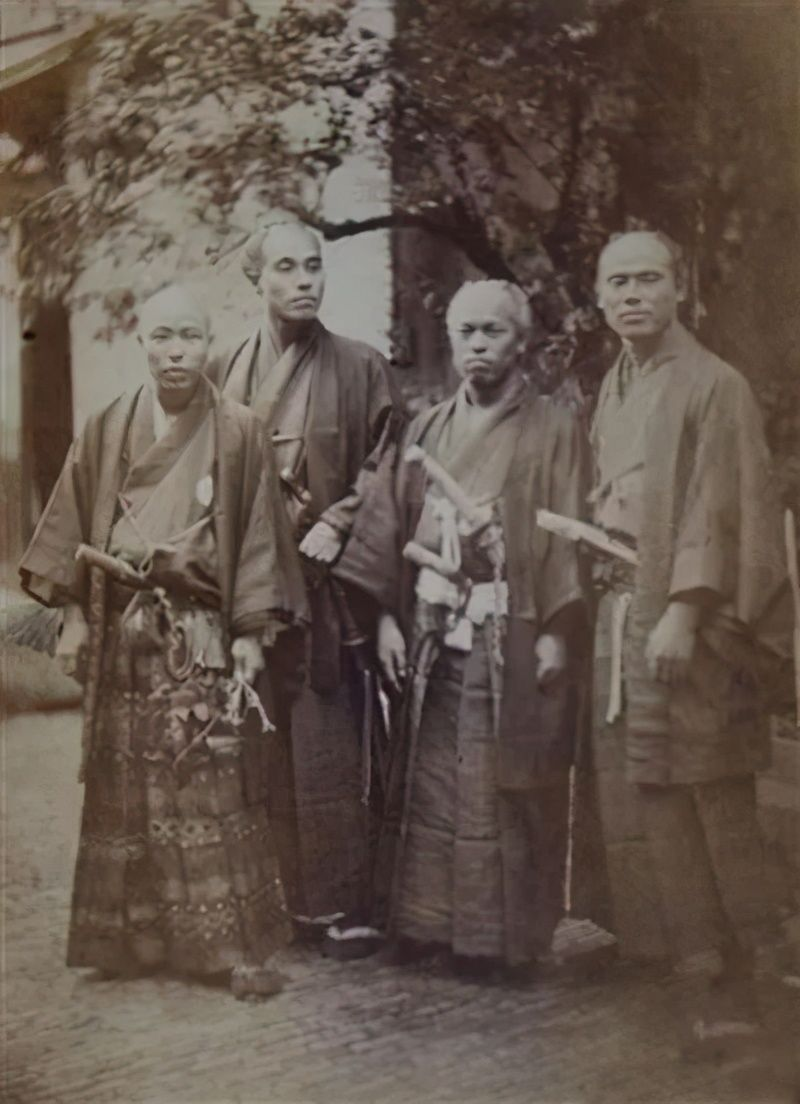
左端　高島祐啓、左から2番目　福沢諭吉、右端　太田源三郎

文久遣欧使節（第1回遣欧使節、開市開港延期交渉使節）は、江戸幕府がオランダ、フランス、イギリス、プロイセン、ポルトガルとの修好通商条約（1858年）で交わされた両港（新潟、兵庫）および両都（江戸、大坂）の開港開市延期交渉と、ロシアとの樺太国境画定交渉のため、文久元年（1862年）にヨーロッパに派遣した最初の使節団である。正使は、竹内保徳（下野守）、副使は松平康直（石見守、後の松平康英）、目付は京極高朗（能登守）であった。この他、柴田剛中（組頭）、福地源一郎、福沢諭吉、松木弘安（後の寺島宗則）、箕作秋坪らが一行に加わり、総勢36名となり、さらに後日通訳（蘭語、英語）の森山栄之助と渕辺徳蔵が加わり38名となった。竹内遣欧使節とも。

## 使節一行
- 正使・竹内下野守(56歳)
- 副使・松平石見守(33歳)
- 目付・京極能登守(39歳)
- 組頭・柴田貞太郎(46歳)
- 勘定・日高圭三郎(33歳) - もしくは26歳[2] - 日高胖の父
- 勘定格徒目付・福田作太郎(36歳) - 高島茂徳の兄
- 目見持格調役並・水品楽太郎(32歳) - 水品梅処
- 同・岡崎藤左衛門(27歳)
- 医師・高島祐啓(31歳)
- 雇医・川崎道民(31歳)
- 普請役・益頭駿次郎(36歳[3])
- 定役元締助・上田友助(45歳) - 上田敏の母方祖父[4]
- 定役・森鉢太郎(29歳)
- 定役通弁御用・福地源一郎(22歳)
- 定役並通弁御用・立広作(22歳) - 立作太郎の叔父
- 同・太田源三郎
- 同心・斉藤大之進(39歳) - 前年東禅寺事件の警護により英政府より褒賞された
- 小人目付・高松彦三郎(44歳)
- 同・山田八郎(41歳)
- 翻訳方御雇・松木弘安(35歳)
- 同・箕作秋坪(36歳)
- 同・福澤諭吉(29歳)

そのほか三使節の家来が2名ずつと柴田の従者1名
- 竹内下野守家来・長尾条介
- 同・高間応輔
- 松平石見守家来・野沢伊久太
- 同・市川渡（市川清流）
- 京極能登守家来・黒沢新左衛門
- 同・岩崎豊太夫
- 柴田貞太郎従者・永持五郎次

賄方並小使雇人として7人いたが、各藩の藩士も含まれていた。
- 佐賀藩士の石黒寛次
- 杵築藩士の佐藤恒蔵（39歳[5]）
- 加賀藩士の佐野鼎
- 長州藩士の杉徳輔（杉孫七郎）
- 阿波藩士の原覚蔵
- 伊勢屋八兵衛手代の十兵衛

## 旅程

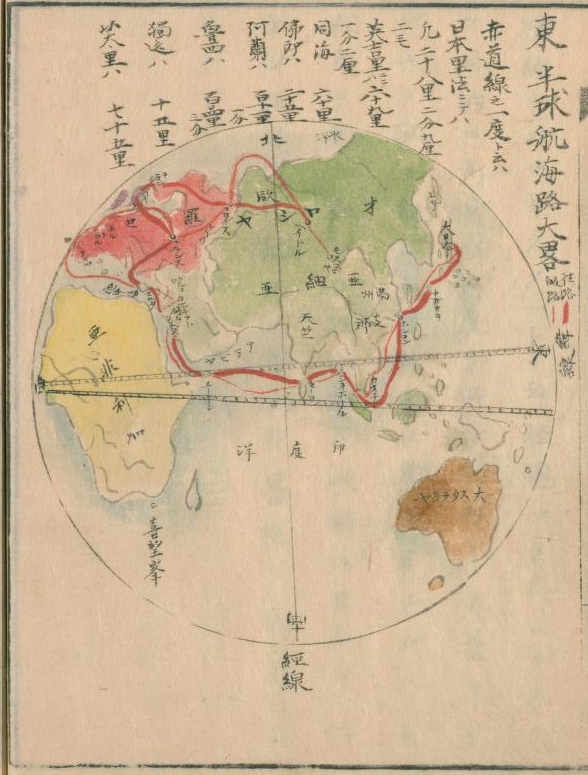
文久遣欧使節行程。高島祐啓画

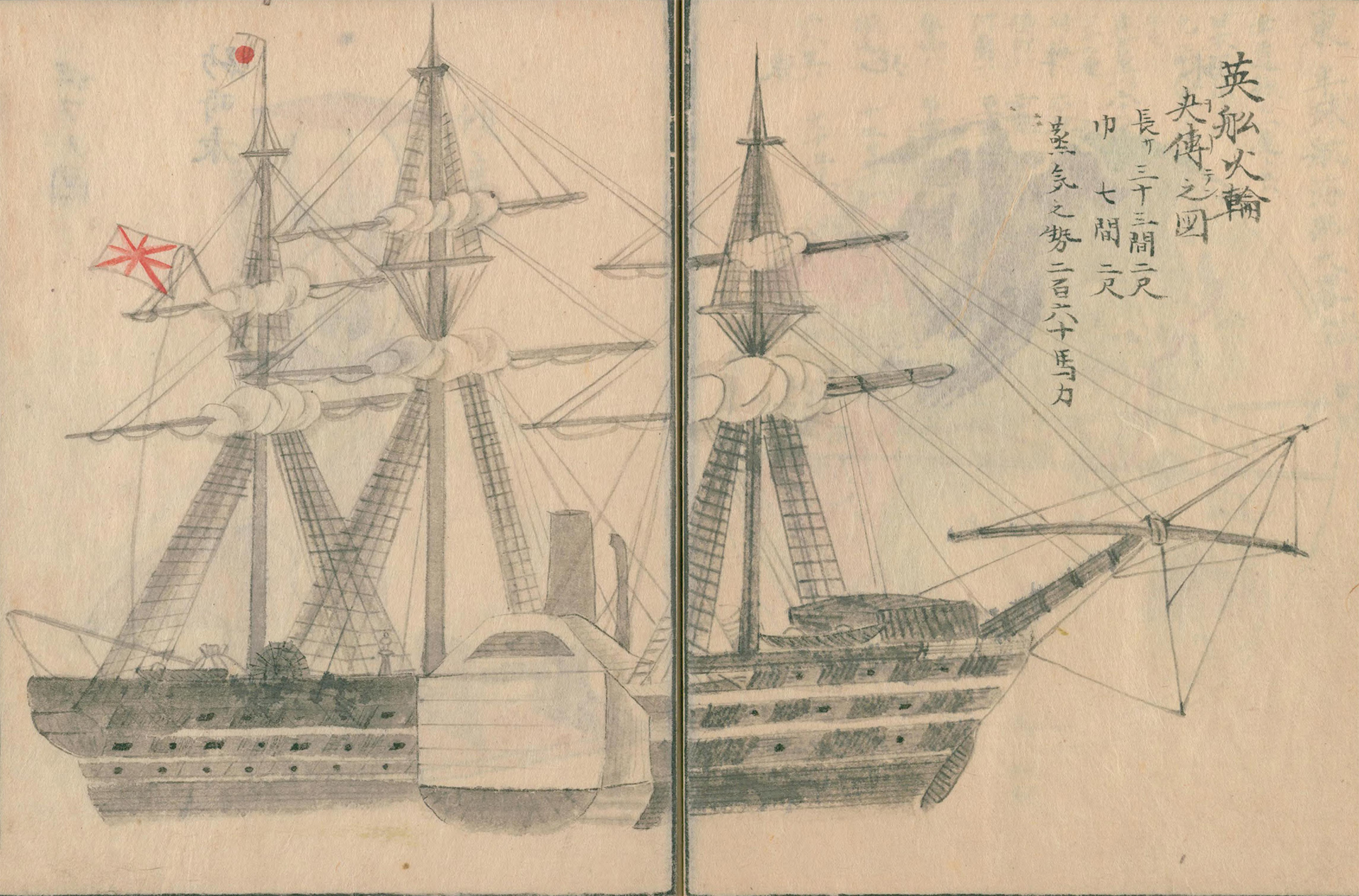
オーデン号。 高島祐啓画

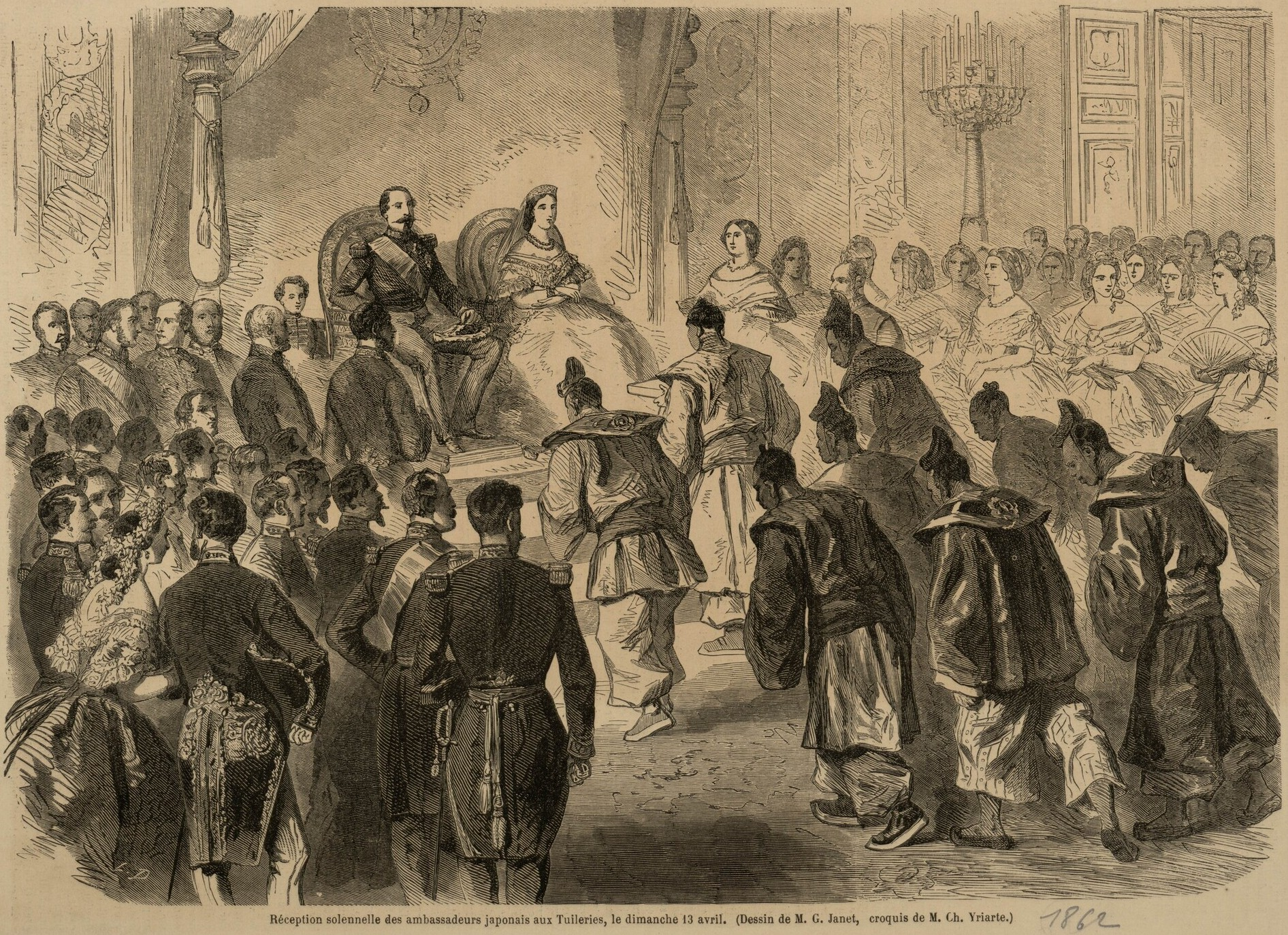
ナポレオン3世に謁見する使節団

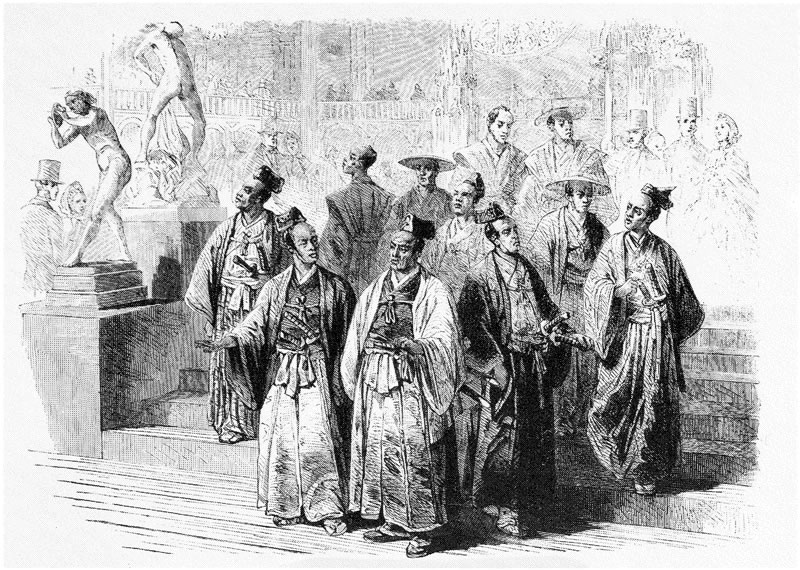
ロンドン万博を見学する使節団

万延元年遣米使節を見たオールコック駐日英国公使やベルクール駐日仏国公使の幕府および本国政府に対する画策が奏功し実現した。オールコックは当初開港延期交渉に関しては反対の立場をとっていたが、幕府の内情を知るにつれて、これを支援するようになった。また、自身の休暇帰国を一行の日程と合せ、交渉のサポートを行うこととした。
文久元年12月22日、（1862年1月21日）、一行は英国海軍の蒸気フリゲート、オーディン号（HMS Odin）で欧州に向かって品川港を出発した。長崎、英領香港、英領シンガポール、英領セイロン、アデン保護領（en:Aden Protectorate）を経てエジプト・スエズに上陸、鉄道でカイロからアレクサンドリアに出て、船で地中海を渡り英領マルタに寄港する（3月28日 - 31日）。
マルタでは現地の総督らに厚くもてなされ、そのお礼として持参していた武士の甲冑のうち三領を総督へ献上した。
その後マルセイユに入り（4月3日）、パリに到着（4月7日）。フランスと交渉したが、開港延期の同意は得られなかった。その後、カレーから英仏海峡を横断、文久2年4月2日（1862年4月30日）、イギリス・ロンドンに到着した。ここで、日本の内情を知るオールコックが休暇帰国するのを待ち、オールコックの協力を得て、同年5月9日（6月6日）、日本国内の事情に鑑み（すなわち攘夷熱の高まり）、兵庫、新潟、江戸、大坂の開港・開市を5年延期し、1868年1月1日とするロンドン覚書が調印された。
その後、オランダ（6月13日 - ）、プロイセン・ベルリン（7月18日 - ）と他国とも同様の覚書を締結した。
その後、ロシア・サンクトペテルブルクに入る（8月8日 - ）。しかし、樺太国境画定に関するロシアとの交渉は合意に至らなかった。
復路ではカウナス、プロイセン王国、フランス帝国（パリ覚書締結）を経てポルトガルを訪れた（10月9日 - ）。帰路は英領ジブラルタルを経由、往路とほぼ同じ行路をたどり、文久2年12月11日（1863年1月30日）、約1年間の旅を終え一行は帰国した。
ロンドンには、ロンドン万国博覧会に合わせて滞在し、何度も会場を訪ねて熱心に見学した。一行の姿は奇異な目で見られた一方、礼儀正しい態度振る舞いは感心された。ロンドン万博の日本コーナーには、オールコックが収集した品が展示され、日本の物品が展示された最初の万博となった。日本の展示品は現地では絶賛されたが、使節団は「骨董品のような雑具ばかりで粗物のみを出品している」と嘆いた。なお、5年後のパリ万国博覧会には幕府と薩摩藩がそれぞれ参加することになる。一行はロンドン逗留中、産業革命を経験したイギリスの鉄道や国会議事堂、バッキンガム宮殿、大英博物館、電信局、海軍工廠、造船所、銃器工場などを訪れた。その中には、1860年に終結した第二次アヘン戦争で活躍したアームストロング砲もあり、一行が製作過程を視察した6年後の戊辰戦争で使用されるに至った。
欧州滞在中の一行の姿は、ナダールによって写真に収められている。

### 主な関連書籍
- 芳賀徹『大君の使節　幕末日本人の西欧体験』中公新書、1968年
- 宮永孝 『幕末遣欧使節団』 講談社学術文庫、2006年
  - 元版『文久二年のヨーロッパ報告』 新潮選書、1989年
- 福澤諭吉『西航記』-「全集 第19巻」岩波書店